# Затока Бабушкіна
Затока Бабушкіна (рос. Залив Бабушкина) — затока біля північного побережжя Охотського моря на схід від затоки Забіяки між мисом Євреїнова (58°55′2.21″ пн. ш. 152°54′4.57″ сх. д. / 58.9172806° пн. ш. 152.9012694° сх. д.) та мисом Бабушкіна (59°2′58.63″ пн. ш. 154°2′25.58″ сх. д. / 59.0496194° пн. ш. 154.0404389° сх. д.) у Ольському районі Магаданської області Російської Федерації. Вдається в півострів П'ягіна на 30 км. Береги переважно високі, скелясті. У північно-західну частину вдається мілинна затока Шхіперово. Ширина біля входу — 70 км, глибини на вході — 70—80 м. Кригостояння з жовтня по травень. Названа на честь радянського полярного льотчика Михайла Бабушкіна.